# Keondre Kennedy
Keondre Kennedy (Atlanta, 17 gennaio 2000) è un cestista statunitense.